# گروما
گروما (به اسپانیایی: Gruma) شرکت مواد غذایی مکزیکی است، که بزرگترین تولیدکننده تورتیلا و ماسا در جهان می‌باشد.
شرکت گروما در سال ۱۹۴۹ تحت نام مولینوس آزتکا تأسیس شد و در حال حاضر دارای عملیات در کشورهای ایالات متحده آمریکا، چین، انگلستان، ونزوئلا، کاستاریکا، سنگاپور، کره جنوبی، ژاپن، فرانسه، اسپانیا، بلژیک، کانادا، فیلیپین، تایلند، هنگ کنگ و تایوان می‌باشد.
دفتر مرکزی این شرکت در شهر مونتری، مکزیک قرار دارد و دفاتر بین‌المللی آن در شهرهای ایروینگ، تگزاس و شانگهای، چین مستقر می‌باشد. بخشی از سهام شرکت گروما در بازارهای بورس نیویورک و بورس اوراق بهادار مکزیک معامله می‌شود.
کارخانجات تولیدی گروما در ۱۵ ایالت مکزیک، همچنین کشورهای ونزوئلا، گواتمالا، هندوراس، کاستاریکا و السالوادور مستقر می‌باشند.